# チャルームマハナコーン高速道路

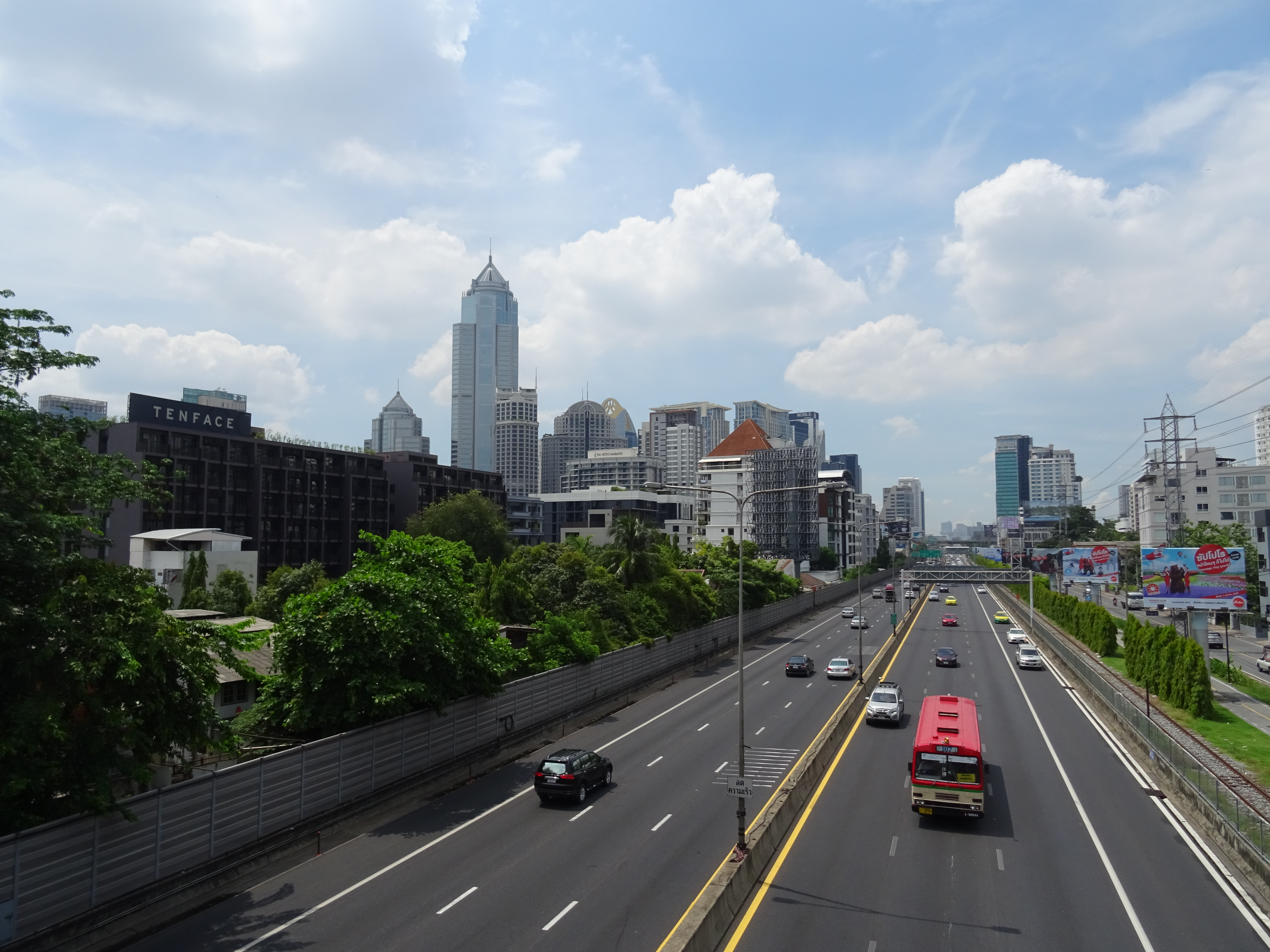
バンコク市内のチャルームマハナコーン高速道路

チャルームマハナコーン高速道路 (タイ語: ทางพิเศษเฉลิมมหานคร)は、タイ・バンコクにある高速道路。 高速道路1号線 (タイ語: ระบบทางด่วนขั้นที่ 1)とも呼称される。タイで最初に開通した高速道路で、全長は27.1キロメートル。バンコクの一般道路の交通渋滞を緩和する上で重要な役割を果たしている。利用料金を課す有料道路である。

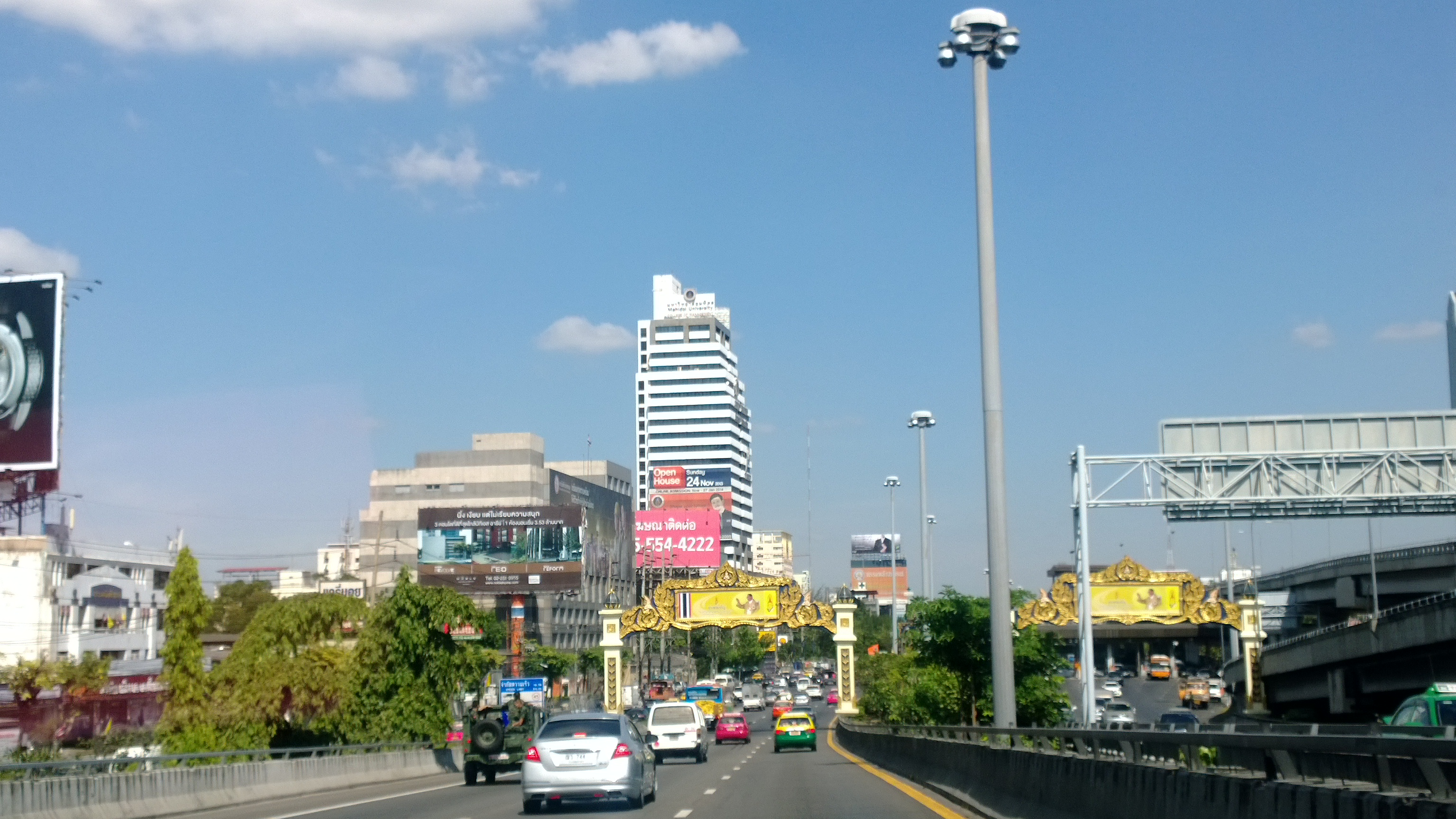
ディンデーンIC

ラーマ9世橋は、タールア・タオカノン区間の一部である。

## 沿革
バンコク首都圏における交通量の目覚ましい増加を受けて、一般道路の深刻な交通渋滞の緩和と予期される自動車利用増加への対応として、高速道路システムの導入が提案された。タイ高速道路公社（EXAT）は1978年、バンコクから近郊の県に繋がる3つの主要な高速道路を結ぶ同国初の高速道路建設を命じられた。これは北郊へ延びるウィパワディー・ランシット道路、東郊へ延びるテパラート道路、南郊へ延びるラーマ2世道路（トンブリー・パクトー通り間）であった。タイ政府資金を主として、日本の国際協力機構からの支援など、計85.1億バーツがこのプロジェクトに投資された。
最初の開通区間となったディンデーン・タールア間は1981年10月29日に竣工、非公式ながら開通した。公式には、1982年1月4日の開通としている。北端の終点はディンデーン区のウィパワディー・ランシット道路、南端の終点はクローントゥーイ区・バンコク港近辺のタールアジャンクションであった。 2番目の開通区間となったタールア・バーンナー間は1983年1月17日に開通し、タールアジャンクションからバーンナー区のテパラート道路までを繋げた。3番目の開通区間であるタールア・タオカノン間は1987年12月5日に開通し、タールアジャンクションからチョームトーン区のラーマ2世道路までを繋いだ。
高速道路上の交通量の増加によりラーマ9世橋が2020年に拡張され、2023年に完成する見込みである。
タイ高速道路公社の公式年間報告によると、2022年度の同高速道路利用台数は104,765,797台であり、1日平均は302,791台だった。